# (35307) 1996 XG20
1996 XG20 (asteroide 35307) é um asteroide da cintura principal. Possui uma excentricidade de 0.16279250 e uma inclinação de 2.01531º.
Este asteroide foi descoberto no dia 4 de dezembro de 1996 por Spacewatch em Kitt Peak.